# Kreis Südtondern
Der Kreis Südtondern (dänisch Sydtønder Amt oder Tønder Sønderamt), 1867–1920 Teil des Kreises Tondern, war ein Kreis in Schleswig-Holstein.
Das Gebiet des Kreises Tondern bestand von etwa 1580 bis 1850 aus dem Amt Tondern und dem Amt Lügumkloster innerhalb des Herzogtums Schleswig sowie den königlichen Enklaven, die direkt dem Königreich Dänemark gehörten. 1850 wurde das Amt Lügumkloster dem Amt Tondern einverleibt.
Nach Dänemarks Niederlage im Deutsch-Dänischen Krieg 1864 wurde das Herzogtum 1867 Teil der preußischen Provinz Schleswig-Holstein, wobei der Kreis Tondern gegründet wurde.
In kirchlichem Kontext war das Gebiet nach 1878 in die Propsteien Nordtondern und Südtondern geteilt (dänisch: Tønder Nørreamt und Sønderamt). Die Orte Aventoft, Neukirchen und Rodenäs, die heute südlich der Grenze liegen, gehörten zu Nordtondern.
Nach der Volksabstimmung in Schleswig 1920 wurde die Hälfte des Kreisgebiets an Dänemark abgetreten, und der Kreis Tondern wurde in Kreis Südtondern umbenannt. Neuer Kreisort wurde der Eisenbahnknotenpunkt Niebüll, dessen Einwohnerzahlen nachfolgend weiter wuchsen. Der Bedeutungszuwachs führte 1960 zur Verleihung des Stadtrechts.
Durch die Kreisgebietsreform von 1970 wurde der größte Teil des Kreises Südtondern mit den Kreisen Eiderstedt und Husum am 26. April 1970 zum neuen Kreis Nordfriesland zusammengelegt, der auch Rechtsnachfolger des Kreises Südtondern ist. Kleinere Teile des Kreisgebiets fielen an den Kreis Flensburg-Land, der wenig später selbst im Kreis Schleswig-Flensburg aufging.

## Geographie

### Geographische Lage
Der Kreis erstreckte sich im Nordwesten von Schleswig-Holstein entlang der Nordseeküste. Die Inseln Amrum, Föhr und Sylt zählten ebenso zum Kreisgebiet.

### Nachbarkreise
Der ursprüngliche Kreis Tondern grenzte an die Kreise Hadersleben, Apenrade, Flensburg und Husum sowie an die Nordsee. Der Kreis Südtondern grenzte im Südosten an den Kreis Flensburg-Land und im Süden an den Kreis Husum. Im Westen grenzte er an die Nordsee, im Norden an Dänemark.

## Geschichte

### Kreis Tondern (1867–1920)
Nach dem Deutsch-Dänischen Krieg von 1864 wurde Schleswig – und damit das Amt Tondern – von Preußen und Österreich besetzt und schließlich 1867 von Preußen annektiert.
Der Kreis Tondern wurde 1867 „aus der Stadt Tondern; den Flecken Hoyer und Lügumkloster; dem Amte Tondern mit den enklavirten adeligen Gütern und Köögen; den Inseln Röm, Sylt, Föhr mit dem Flecken Wyck, und Amrum; dem Amte Lügumkloster mit Ausnahme der diesem untergehörigen, in anderen Amtsbezirken enklavirten Landstellen; der Loh-Harde mit den Birken Mögeltondern und Ballum“ gebildet. 1878 wurde die Landgemeinde Schafflund in den Kreis Flensburg eingegliedert.
Bei Bildung der Amtsbezirke 1889 bestand der Kreis aus der Kreisstadt Tondern, den Flecken Hoyer, Lügumkloster und Wyk und der Landgemeinde Schloß- und Freigrund Tondern, die zum Ortspolizeibezirk der Stadt Tondern gehörte, sowie aus 181 weiteren Gemeinden und 11 Gutsbezirken, die sich wie folgt auf die 32 Amtsbezirke verteilten:
| Amtsbezirk Abel* - Abel - Groß Emmerschede - Höxlund - Klein Emmerschede - Söllstedt - Tüchschau - Twedt - Wennemos Amtsbezirk Amrum - Amrum - Wittdün (ab 13. Oktober 1912) Amtsbezirk Ballum* - Ballum - Randrup - Schads Amtsbezirk Brede* - Aaspe - Apterp - Borrig - Brede - Bredebro - Harrits - Wollum Amtsbezirk Buhrkall* - Bau - Buhrkall - Grünhof - Jündewatt - Lüdersholm - Lund - Nolde - Renz - Stade - Stemmilt Amtsbezirk Bülderup* - Bredewatt - Bülderup - Duburg - Frestrup - Haistrup - Heez - Lendemark - Sotterup - Gutsbezirk Haistruphof Amtsbezirk Dagebüllerkoog - Alter Christian-Albrechts-Koog - Dagebüllerkoog - Juliane-Marienkoog - Kleiseerkoog - Marienkoog - Neuer Christian-Albrechts-Koog Amtsbezirk Döstrup* - Döstrup - Drengstedt - Laurup - Medolden - Ottesbüll - Overby - Winum | Amtsbezirk Emmelsbüll - Emmelsbüll - Horsbüll - Klanxbüll - Teile des Gutsbezirks Herrschaftlicher Gotteskoog Amtsbezirk Emmerleff* - Emmerleff - Jerpstedt - Kjärgaard - Norder Seiersleff - Süder Seiersleff Amtsbezirk Enge - Enge - Engerheide - Holzacker - Knorburg - Sande - Schardebüll - Soholm - Stedesand - Störtewerkerkoog - Wester-Schnatebüll Amtsbezirk Fahretoft - Fahretoft - Waygaard Amtsbezirk Hostrup* - Hostrup - Jeising - Rohrkarr - Solderup Amtsbezirk Klixbüll - Karlum - Klixbüll - Lexgaard - Tinningstedt - Gutsbezirk Karrharde - Gutsbezirk Klixbüllhof Amtsbezirk Ladelund - Ladelund - Westre - Gutsbezirk Boverstedt Amtsbezirk Leck - Achtrup - Büllsbüll - Klintum - Leck - Oster-Schnatebüll - Sprakebüll - Stadum - Gutsbezirk Büllsbüll - Gutsbezirk Fresenhagen - Gutsbezirk Gaarde - Gutsbezirk Hogelund - Gutsbezirk Lütjenhorn | Amtsbezirk Lindholm - Lindholm - Risum Amtsbezirk Medelby - Böxlund - Holt - Jardelund - Medelby - Osterby - Weesby Amtsbezirk Mögeltondern* - Bönderby - Gallehuus - Mögeltondern - Sönderby - Stokkebro - Südfeld Amtsbezirk Neukirchen - Aventoft - Neukirchen - Rodenäs - Ruttebüll* - Seth* - Uberg* - Teile des Gutsbezirks Herrschaftlicher Gotteskoog Amtsbezirk Niebüll - Deezbüll - Niebüll - Teile des Gutsbezirks Herrschaftlicher Gotteskoog Amtsbezirk Norderlügum* - Assith - Ellum - Kloying - Landeby - Loitwitt - Lügumgaard - Norderlügum - Westerterp - Forstgutsbezirk Dravit Amtsbezirk Osterhoist* - Alsleben norden der Au - Alsleben süden der Au - Bögwatt - Holm - Maasbüll - Osterhoist - Seewang - Westerhoist Amtsbezirk Osterland-Föhr - Alkersum - Boldixum - Midlum - Nieblum - Oevenum - Wrixum | Amtsbezirk Rapstedt* - Fauderup - Haustedt - Heisel - Horns - Hünding - Quorp - Rapstedt Amtsbezirk Röm* - Juvre - Kirkeby - Kongsmark Amtsbezirk Ruttebüllerkoog* - Alter Friedrichenkoog - Neuer Friedrichenkoog - Ruttebüllerkoog Amtsbezirk Süderlügum - Böglum - Braderup - Ellhöft - Holm - Humptrup - Süderlügum - Uphusum - Wimmersbüll - Teile des Gutsbezirks Herrschaftlicher Gotteskoog Amtsbezirk Sylt - Archsum - Keitum - List - Norddörfer - Morsum - Rantum - Tinnum - Westerland Amtsbezirk Tingleff* - Bommerlund - Brauderup - Eggebek - Kraulund - Sophienthal - Stoltelund - Terkelsbüll - Tingleff Amtsbezirk Westerland-Föhr - Borgsum - Dunsum - Goting - Hedehusum - Oldsum-Klintum - Süderende - Toftum - Utersum - Witsum Amtsbezirk Wiesby* - Dahler - Gjerrup - Osterby - Wiesby |

* 1920 an Dänemark abgetreten
1920 wurden die nördlichen Gebiete des Kreises auf Grund der im Friedensvertrag von Versailles vorgesehenen Volksabstimmung in Schleswig an Dänemark abgetreten. Da in der nördlichen 1. Zone, welche das ganze heutige Nordschleswig umfasste, als Gesamtheit abgestimmt wurde, stand die künftige Staatsgrenze praktisch schon vor der Abstimmung am 10. Februar 1920 fest. So kamen grenznahe Gemeinden mit deutlichen deutschen Mehrheiten wie Tondern, Hoyer oder auch Uberg und Tingleff ebenso an Dänemark wie zahlreiche Gemeinden mit fast ausgeglichenen Ergebnissen. Südlich dieser Grenze wurde am 14. März 1920 gemeindeweise abgestimmt. Dänische Mehrheiten gab es nur in den Föhrer Landgemeinden Utersum, Hedehusum und Goting, die jedoch ebenso wie das Umland bei Deutschland verblieben. An Dänemark wurden somit im Juni 1920 die Stadt Tondern mit dem Schloß- und Freigrund, die beiden Flecken Hoyer und Lügumkloster, die Gemeinden der 16 oben mit einem Stern markierten Amtsbezirke und die drei Gemeinden Ruttebüll, Seth und Uberg, aus dem nun verkleinerten Amtsbezirk Neukirchen, abgetreten. Das abgetretene Gebiet hatte eine Fläche von 971 km² und 28.000 Einwohner.

### Kreis Südtondern (1920–1970)

#### Verwaltungsgliederung
Da mit Tondern auch die Kreisstadt abgetreten wurde, galt es, eine neue festzulegen. Einzige Städte waren zu diesem Zeitpunkt Westerland (seit 1900) und Wyk (seit 1910), die aber jeweils auf einer Insel lagen und so als Kreisstadt ungeeignet waren. So entschied man sich für Niebüll, das damals noch eine einfache Landgemeinde war. Zur Stadt wurde Niebüll erst 1960. Im November 1920 wurde der Kreis dann in Kreis Süd Tondern umbenannt.
Am 25. Juli 1925 wurde aus einem Teil der Landgemeinde Amrum die neue Gemeinde Norddorf gebildet. Die verbliebene Landgemeinde Amrum wurde am 1. April 1926 in Nebel umbenannt. Am 21. März 1927 wurde aus einem Teil der Gemeinde Norddörfer die Gemeinde Kampen neu gebildet. Der verbliebene Rest der Gemeinde Norddörfer am 1. Juli 1927 in Wenningstedt umbenannt.
Mit Auflösung der Gutsbezirke im Jahre 1928 wurden diese in die umliegenden Gemeinden eingegliedert, bis auf die Gutsbezirke Boverstedt und Lütjenhorn, die zu eigenständigen Landgemeinden wurden. 1948 wurden die Amtsbezirke in Ämter umgewandelt. Nach der Eingemeindung von Deezbüll nach Niebüll wurde dieses Amt 1950 aufgelöst. Zwischen 1948 und 1970 wurden im Kreis Südtondern mehrere Gemeinden neu gebildet:
- Am 1. Oktober 1948 wurde aus einem Teil der Gemeinde Rantum die neue Gemeinde Hörnum gebildet.
- Am 1. April 1954 wurde aus einem Teil der Gemeinde Ladelund die neue Gemeinde Bramstedtlund gebildet.
- Am 1. Oktober 1957 wurde die neue Gemeinde Friedrich-Wilhelm-Lübke-Koog gebildet.
- Am 1. April 1958 wurde aus einem Teil der Gemeinde Klixbüll die neue Gemeinde Bosbüll gebildet.
- Am 1. Januar 1970 wurden Risum und Lindholm zur neuen Gemeinde Risum-Lindholm zusammengeschlossen.
- Am 1. Januar 1970 wurden Oldsum-Klintum und Toftum zur neuen Gemeinde Oldsum zusammengeschlossen.
- Am 1. Januar 1970 wurden Archsum, Keitum, Morsum und Tinnum zur neuen Gemeinde Sylt-Ost zusammengeschlossen.

Die Gemeinde Dagebüllerkoog wurde am 1. Juli 1959 in Dagebüll umbenannt.
1966/67 wurde die Ämterstruktur im Zuge der Kreis- und Ämterreform in Schleswig-Holstein überarbeitet. 1966 wurden die Ämter Enge, Klixbüll, Leck und Medelby aufgelöst und der größte Teil der Gemeinden bildete das Amt Süderkarrharde, das sich nach der 1967 erfolgten Eingliederung der Gemeinden des Amtes Ladelund in Amt Karrharde umbenannte. Leck wurde amtsfrei und fünf weitere Gemeinden kamen in andere Ämter. 1967 wurden die Ämter Böckingharde aus den Ämtern Dagebüll, Fahretoft und Lindholm und Wiedingharde aus den Ämtern Emmelsbüll und Neukirchen gebildet.
Am 26. April 1970 wurde der Kreis aufgelöst. Die Gemeinden des ehemaligen Amtes Medelby (Böxlund, Holt, Jardelund, Medelby, Osterby und Weesby) kamen zum Kreis Flensburg-Land. Die restlichen Gemeinden bildeten zusammen mit den Gemeinden der Kreise Eiderstedt und Husum den Kreis Nordfriesland.
Der festländische Teil des Altkreises Südtondern ohne das ehemalige Amt Medelby bildet seit dem 1. Januar 2008 das Amt Südtondern.

#### NS-Zeit
Nach dem Ersten Weltkrieg wurde im Versailler Vertrages festgelegt, dass die Bevölkerung in Schleswig im Rahmen einer Volksabstimmung die Grenze zwischen Deutschland und Dänemark selbst festlegen könne. Die kontroverse Abstimmung in der preußischen Provinz Schleswig-Holstein hatte zur Folge, dass Deutschland 1920 die nördliche Hälfte des Kreises Tondern an Dänemark abtreten musste, der südliche Teil wurde in den Kreis Südtondern umbenannt. Dies erzeugte erhebliche revanchistische Strömungen in der Bevölkerung. Während 1929 in Südtondern erst zwei NSDAP-Ortsgruppen bestanden, wurde die Region ab 1930 zur „Hochburg des Nationalsozialismus“.
Die verbreitete These, dass die hohe Arbeitslosigkeit die hohen NSDAP-Erfolge ermöglichten, ist jedoch falsch. In Tondern lag sie „nur“ bei 10 %. Außerdem profitierten von der Arbeitslosigkeit bei den Wahlen eher die SPD und die KPD. Ausschlaggebend waren, neben den revanchistischen Strömungen, die wirtschaftlichen Schwierigkeiten der kleinbäuerlichen Betriebe. Unter dem Schutzschirm der Zollschutzpolitik entstand ein bäuerliches Selbstwertgefühl das ein agrarisch geprägtes Staatswesens hofierte. Die Industrialisierung wurde verdrängt. Die Propaganda des NS-Staats setzte genau hier an. Die Bauern wurden als erster Stand im Staate hofiert, nicht wie in der Weimarer Republik als das fünfte Rad am Wagen.
Bei der Reichstagswahl Juli 1932 entfielen in den damaligen drei Landkreisen Nordfrieslands, Eiderstedt, Husum und Südtondern, etwa zwei Drittel der Stimmen auf die NSDAP. Damit wurde das Gesamtergebnis in Schleswig-Holstein, das bereits mit 51 % das höchste aller Wahlkreise im Deutschen Reich darstellte, noch weit übertroffen. In einzelnen Dörfern entscheiden sich sogar 100 % der Wähler für die Nazipartei. Am Tag der „Machtergreifung“, dem 30. Januar 1933, feierten die Nationalsozialisten in mehreren Orten mit Fackelzügen der SA. Die NSDAP baute ihre Herrschaft im Kreis Südtondern weiter aus.
Bei der Reichstagswahl März 1933 verfehlt die NSDAP zwar im Deutschen Reich mit 43,9 % die absolute Mehrheit, in Nordfriesland jedoch erzielt sie ihr Spitzenergebnis im Kreis Südtondern mit 73,5 %, eines der höchsten Resultate. Die Kommunalwahlen am 12. März 1933 legten den Grundstein für die Machtübernahme auf Gemeinde- und Kreisebene. Missliebige Landräte und Bürgermeister wurden abgesetzt, Andersdenkende aus den kommunalen Vertretungen vertrieben und verfolgt. Vielerorts in Nordfriesland, so auch im Kreis Südtondern, wurden politisch Andersdenkende in „Schutzhaft“ genommen oder in erste Konzentrationslager eingeliefert. Der Willkür war Tür und Tor geöffnet. Neben Kommunisten und Sozialdemokraten verfolgten die Nazis auch Angehörige „nationaler“ Verbände, wie Stahlhelm oder Jungdeutscher Orden sowie zum Beispiel Freimaurer und die Zeugen Jehovas.
Im Landkreis Südtondern gab es Ende 1934 insgesamt 24 Ortsgruppen.
Auch einzelne Pastoren betätigten sich schon früh in der NSDAP. Zu ihnen gehörte Pastor Johann Peperkorn, er war NSDAP-Leiter in Südtondern und Mitglied der Deutschen Christen. Viele Pastoren predigten in der Zeit des Nationalsozialismus einen 'arischen Christus' und priesen Hitler als Propheten. Dazu gehörte auch die Hakenkreuzfahne in der Kirche. So zum Beispiel im „Friesendom“ in Nieblum auf Föhr, auf dessen Kirchturm ebenfalls die Hakenkreuzfahne wehte.
Am 1. November 1944 wurde bei Niebüll an der deutsch-dänischen Grenze das KZ-Außenlager Ladelund errichtet, um den Bau des sogenannten „Friesenwalls“ durch die Häftlinge zu ermöglichen. Die SS ließ 2.000 Häftlinge aus zwölf Nationen zwischen Humptrup und Ladelund Panzerabwehrgräben ausheben. Damit sollte ein befürchteter Einmarsch der alliierten Truppen von Norden aufgehalten werden. Schon am 16. Dezember 1944 wurde das Lager wieder aufgelöst. Innerhalb der anderthalb Monate, in denen es bestand, starben 300 der über 2.000 Häftlinge.

## Einwohnerentwicklung
| Jahr | Einwohner | Quelle |
| ---- | --------- | ------ |
| 1890 | 55.067    | [ 11 ] |
| 1900 | 56.561    | [ 11 ] |
| 1910 | 59.317    | [ 11 ] |
|      |           |        |
| 1925 | 35.813    | [ 11 ] |
| 1939 | 42.970    | [ 11 ] |
| 1946 | 81.920    | [ 12 ] |
| 1950 | 71.873    | [ 11 ] |
| 1960 | 59.600    | [ 11 ] |
| 1968 | 72.200    | [ 13 ] |

## Politik

### Landräte
- 1867–1883: Matthias Bleicken[14]
- 1883–1901: Gustav Hansen
- 1902–1904: Hermann von Rumohr
- 1904–1914: Friedrich Rogge
- 1914–1921: Emilio Böhme
- 1921–1925: Hans Bielenberg
- 1925–1933: Hans Skalweit
- 1933–1945: August Fröbe
- 1945–9999: Karl Lange (kommissarisch)
- 1945–9999: Braun
- 1945–9999: Karl Lange[15]
- 1945–1946: Kurt Necker (kommissarisch)
- 1946–9999: Johannes Oldsen
- 1946–1948: Ludolph Anton Jessen-Saidth (ehrenamtlich)
- 1948–1950: Andreas Nielsen (ehrenamtlich)
- 1950–1962: Franz-Adalbert von Rosenberg
- 1963–1970: Klaus Petersen, CDU

### Wappen
Blasonierung: „In Rot über blau-silbernen Wellen im Schildfuß ein goldener Leuchtturm, von dessen Fenstern nach beiden Seiten je ein silbernes Strahlenbündel ausgeht.“
Das Wappen symbolisiert die Lage des ehemaligen Kreises am (und teilweise im) Meer.

## Gemeinden
Stand: 25. April 1970
(Einwohner) (Fläche in ha) Stand: 27. Mai 1970
| Amtsfreie Gemeinden - Leck (6.284) (1627) - List (2.321) (1918) - Niebüll, Stadt (6.577) (3058) - Westerland, Stadt (10.488) (1045) - Wyk auf Föhr, Stadt (4.687) (773) Amt Amrum - Nebel (842) (1195) - Norddorf (620) (590) - Wittdün (494) (259) Amt Bökingharde - Christian-Albrechts-Koog (478) (2541) - Dagebüll (309) (601) - Fahretoft (655) (2119) - Juliane-Marienkoog (92) (506) - Kleiseerkoog (172) (1265) - Risum-Lindholm (2.993) (3618) - Marienkoog (164) (1088) - Stedesand (435) (248) - Störtewerkerkoog (186) (949) - Waygaard (176) (403) - Wester-Schnatebüll (127) (284) | Amt Karrharde - Achtrup (963) (2033) - Böxlund (106) (439) → FL-Land - Bramstedtlund (282) (1385) - Enge (313) (798) - Engerheide (56) (159) - Holt (219) (1342) → FL-Land - Holzacker (75) (366) - Jardelund (337) (1662) → FL-Land - Karlum (263) (1450) - Klintum (614) (905) - Klixbüll (910) (1747) - Knorburg (34) (187) - Ladelund (971) (2408) - Lütjenhorn (207) (954) - Medelby (566) (975) → FL-Land - Oster-Schnatebüll (172) (430) - Osterby (297) (1235) → FL-Land - Sande (389) (330) - Schardebüll (79) (412) - Soholm (158) (549) - Sprakebüll (226) (1140) - Stadum (1.153) (1644) - Tinningstedt (230) (891) - Weesby (488) (2147) → FL-Land - Westre (422) (1915) | Amt Landschaft Sylt - Kampen (Sylt) (787) (869) - Hörnum (Sylt) (1.154) (714) - Rantum (512) (937) - Sylt-Ost (4.094) (3795) - Wenningstedt (Sylt) (1.519) (637) Amt Osterlandföhr - Alkersum (328) (913) - Midlum (237) (804) - Nieblum (679) (795) - Oevenum (440) (1058) - Wrixum (384) (778) Amt Süderlügum - Bosbüll (207) (631) - Braderup (588) (1336) - Ellhöft (151) (774) - Holm (90) (401) - Humptrup (773) (1699) - Lexgaard (77) (524) - Süderlügum (1.718) (2664) - Uphusum (385) (710) | Amt Westerlandföhr - Borgsum (236) (549) - Dunsum (78) (268) - Oldsum (541) (1312) - Süderende (190) (261) - Utersum (439) (534) - Witsum (40) (161) Amt Wiedingharde - Aventoft (560) (1452) - Emmelsbüll (941) (2384) - Friedrich-Wilhelm-Lübke-Koog (279) (1349) - Horsbüll (449) (1163) - Klanxbüll (564) (1063) - Neukirchen (1.192) (3160) - Rodenäs (572) (1453) |

## Ehemalige Gemeinden
Die folgende Liste enthält die Gemeinden des Kreises Südtondern, die während seines Bestehens in andere Gemeinden eingegliedert wurden:
| Gemeinde       | eingemeindet nach | Datum der Eingemeindung |
| -------------- | ----------------- | ----------------------- |
| Archsum        | Sylt-Ost          | 1. Januar 1970          |
| Böglum         | Ellhöft           | 1. April 1935           |
| Boldixum       | Wyk               | 27. März 1924           |
| Boverstedt     | Ladelund          | 1. Januar 1970          |
| Büllsbüll      | Achtrup           | 1. Januar 1968          |
| Deezbüll       | Niebüll           | 1. April 1950           |
| Goting         | Nieblum           | 1. Januar 1970          |
| Hedehusum      | Utersum           | 1. Januar 1970          |
| Keitum         | Sylt-Ost          | 1. Januar 1970          |
| Lindholm       | Risum-Lindholm    | 1. Januar 1970          |
| Morsum         | Sylt-Ost          | 1. Januar 1970          |
| Oldsum-Klintum | Oldsum            | 1. März 1970            |
| Risum          | Risum-Lindholm    | 1. Januar 1970          |
| Tinnum         | Sylt-Ost          | 1. Januar 1970          |
| Toftum         | Oldsum            | 1. März 1970            |
| Wimmersbüll    | Süderlügum        | 1. März 1970            |

## Kfz-Kennzeichen
Am 1. Juli 1956 wurde dem Kreis bei der Einführung der bis heute gültigen Kfz-Kennzeichen das Unterscheidungszeichen NIB zugewiesen. Es leitete sich von der Kreisstadt Niebüll ab und wurde bis zum 25. April 1970 ausgegeben.